# カスケード (旅客列車)
カスケード(Cascade)はサザン・パシフィック鉄道(Southern Pacific Railroad)が運行した、代表的な夜行列車。

## 概要
カスケード(Cascade)は11.12列車として、1971年までサザン・パシフィック鉄道(Southern Pacific Railroad)が、カリフォルニア州オークランド・サンフランシスコ(Oakland・San Francisco, California)からオレゴン州ポートランド(Portland,Oregon）へのシャスタ・ルート(Shasta Route)を運行した夜行列車。
1966年まで各鉄道会社共同運行のコースト・プール・トレイン(Coast pool train)を介しワシントン州シアトル(Seattle,Washington)へ直通する寝台車を連結していた。1950年に重鋼製車両に変わり流線型化された。
1971年に全米鉄道旅客輸送公社・アムトラック(National Railroad Passenger Corporation)の発足により運行終了となったが、現在はアムトラックのコースト・スターライト(Coast Starlight)がロサンゼルスとワシントン州シアトル(Seattle, Washington)間を運行している。

## 歴史

### 年表
- 1949年: 昼行の流線型列車、9.10列車・シャスタ・ディライト(Shasta Daylight)運行開始
- 1950年: 流線型の夜行列車としてカスケード(Cascade)運行開始
- 1959年: シャスタ・ディライト(Shasta Daylight)、閑散期の運行を週3往復に
- 1966年～1967年: シャスタ・ディライト(Shasta Daylight)、季節列車として運行、1967年を最後に運行停止
- 1970年: カスケード(Cascade)、週3往復に減便
- 1971年: カスケード(Cascade)、全米鉄道旅客輸送公社・アムトラック(National Railroad Passenger Corporation)の発足により運行終了

### 1951年9月28日の編成（サンフランシスコ発ポートランド行き・バークレイ出発時）
| 使用車両 | 車両愛称・形式      | 車種                                                                      |
| -------- | ------------------- | ------------------------------------------------------------------------- |
| SP6012   | PA2ディーゼル機関車 | ディーゼル機関車                                                          |
| SP5913   | PB2ディーゼル機関車 | ディーゼル機関車                                                          |
| SP6011   | PA2ディーゼル機関車 | ディーゼル機関車                                                          |
| SP6092   |                     | バゲージ・エクスプレス（荷物車）                                          |
| SP5001   |                     | バゲージ・メール（荷物・郵便車）                                          |
| SP2430   |                     | コーチ（座席）                                                            |
| SP2437   |                     | コーチ（座席車）                                                          |
| SP9304   |                     | 寝台車（22ルーメット）                                                    |
| SP9400   |                     | 寝台車（11ダブルベッドルーム）                                            |
| SP10280  |                     | ドミトリー・キッチン（調理・乗務員車）                                    |
| SP10281  |                     | ダイニング                                                                |
| SP10282  |                     | ビュッフェ・ラウンジ                                                      |
| SP9034   |                     | 寝台車（10ルーメット・6ダブルベッドルーム）                               |
| SP9119   |                     | 寝台車（4ダブルベッドルーム・4コンパートメント・2デューリュイングルーム） |
| SP9033   |                     | 寝台車（10ルーメット・6ダブルベッドルーム）                               |
| SP9035   |                     | 寝台車（10ルーメット・6ダブルベッドルーム）                               |
| SP9300   |                     | 寝台車（22ルーメット）                                                    |
| SP9300   |                     | 寝台車（10ルーメット・6ダブルベッドルーム）                               |

## その他
- シャスタ・ルート(Shasta Route)を運行した旅客列車に、郵便車主体でコーチ(座席車)を連結した19.20列車・クラマス(Klamath)があった。